# Lathochlora perversa
Lathochlora perversa là một loài bướm đêm trong họ Geometridae.